# Bernardo II de Cerdaña
Bernardo II de Cerdaña (?-1067), fue Vizconde de Cerdaña, vizconde de Conflent y señor de Joc (1032-1067)
Al morir su padre Sunifredo I de Cerdaña en 1032 heredó el vizcondado de Cerdaña. En una fecha cercana su madre Gisla le dejó en herencia el vizcondado de Conflent y señorío de Joc.
Se casó con Gisla y supuestamente tuvo dos hijos entre los que repartió sus territorios:
- Bernardo Bernardo de Urtx
- Ramón II de Cerdaña

Murió después del 1067.
| Predecesor: Sunifredo I de Cerdaña | Vizconde de Cerdaña 1032 - 1067               | Sucesor: Ramón II de Cerdaña |
| Predecesor: Gilsa de Conflent      | Vizconde de Conflent Señor de Joc 1032 - 1067 | Sucesor: Ramón II de Cerdaña |

- Datos: Q5726800